# بيهولدر (لعبة فيديو)
بيهولدر هي لعبة فيديو معالجة الحياة في دولة شمولية. صُممت اللعبة من قبل استوديو وارم لامب غايم و نُشرت بواسطة ألوار.